# Ragnhild Nilstun
Ragnhild Nilstun född 31 januari 1943 i Lofoten, är en norsk författare och dramatiker. 
Författaren växte upp i Larvik, och är nu bosatt i Tromsø. Hon är utbildad filolog och har arbetat i skolor och vid Universitetet i Tromsø. Nilstun debuterade som författare 1979 med romanen Etterbyrden. 1996 kom For mitt blikk, om den faderlösa Anna Figenschou. Vi följer hennes vidare utveckling i For kjærlighets skyld som kom 2002. Detta är de två första böckerna i en planerad trilogi. Nilstun har också skrivit noveller och barnböcker, och är översatt till flera språk.